# Souterrain von Killashee
Das bemerkenswert gut erhaltene frühmittelalterliche Souterrain von Killashee (irisch Cill Uasaile) wurde 2015 von den Archäologen Will O'Siorain und Robert Breen südlich von Naas (irisch An Nás) im County Kildare in Irland wiederentdeckt. Die Forschungsergebnisse deuten darauf hin, dass der Bau und die Nutzung der Mehrzahl der Souterrains zwischen 750 und 1250 n. Chr. liegen. Bei Souterrains wird zwischen „earth-cut“, „rock-cut“, „mixed“, „stone built“ und „wooden“ (z. B. Coolcran, County Fermanagh) Souterrains unterschieden. Das Souterrain von Killashee ist ein „stone built“ Souterrain mit der National Monument Nummer KD024-00303.
Das 2015 neuentdeckte Souterrain besteht aus mindestens drei Gängen, von denen der längste fast neun Meter misst. Die Kammer ist 5,16 Meter lang, 1,22 Meter breit und 1,70 Meter hoch. Der zwischen den Hauptgängen liegende Zugang ist durch einen sehr niedrigen und engen Schlupf eingeschränkt. Die Wände des Souterrains bestehen aus sorgfältig gebautem Trockenmauerwerk mit einer Decke aus großen Steinplatten. Das einzige im Inneren entdeckte Artefakt ist eine Eisensichel, die auf dem Boden der Kammer lag.
Killashee ist bekannt als Standort eines Klosters, das der gallische Bischof Auxilius of Ireland, der im späten 4. Jahrhundert als einer der ersten nach Irland kam, in der Nähe des Königssitzes von Naas errichten ließ. Die westlich der zerstörten Kirche von Killashee liegenden, bereits länger bekannten „earth-cut“ Souterrains, umfassen ein Netzwerk von Gängen, mit Höhen von 0,9 bis 1,5 m, die größere Kammern miteinander verbinden. Sie wurden im Laufe der Jahrhunderte mehrmals entdeckt, vergessen und wiederentdeckt.